# Cerreto d’Esi
Cerreto d’Esi település Olaszországban, Marche régióban, Ancona megyében. Lakosainak száma 3374 fő (2023. január 1.). Cerreto d’Esi Fabriano, Matelica és Poggio San Vicino községekkel határos.

## Népesség
A település lakossága az elmúlt években az alábbi módon változott:
| Lakosok száma | 4009 | 3699 | 3700 | 3374 |
|               | 2010 | 2017 | 2018 | 2023 |